# Pirk
Pirk è un comune tedesco di 1 842 abitanti, situato nel land della Baviera.